# Thể hình tại Đại hội Thể thao Đông Nam Á 2007

Giải thể hình tại Đại hội Thể thao Đông Nam Á 2007 diễn ra trong 2 ngày 10 và 11 tháng 12 năm 2007 với 5 nội dung thi đấu.

## Xếp hạng theo quốc gia
| Hạng | Đoàn        | Vàng | Bạc | Đồng | Tổng |
| ---- | ----------- | ---- | --- | ---- | ---- |
| 1    | Thái Lan    | 2    | 1   | 1    | 4    |
| 2    | Việt Nam    | 1    | 2   | 0    | 3    |
| 3    | Indonesia   | 1    | 1   | 2    | 4    |
| 4    | Myanma      | 1    | 0   | 0    | 1    |
| 5    | Singapore   | 0    | 1   | 1    | 2    |
| 6    | Philippines | 0    | 0   | 1    | 1    |
| Tổng | Tổng        | 5    | 5   | 5    | 15   |

## Bảng huy chương
| Nội dung       | Vàng                | Bạc              | Đồng                     |          |
| -------------- | ------------------- | ---------------- | ------------------------ | -------- |
| Nam dưới 55 kg | Phạm Văn Mách       | Pongkam Jiraphan | Uus Muhammad Yusuf       | chi tiết |
| Nam dưới 60 kg | Andy Arselawandi    | Amir Bin Zainal  | Sumethowetchakun Somkhit | chi tiết |
| Nam dưới 70 kg | Aung Khaing Win     | Syafrizaldy      | Sasi Zura Raush          | chi tiết |
| Nam dưới 80 kg | Charoenrith Sitthi  | Nguyễn Anh Tài   | Adi Fuadi                | chi tiết |
| Nữ             | Chomsomboon Apiporn | Phạm Ngọc Trang  | Purugganan Dulce Carina  | chi tiết |